# Buycott
Il termine buycott, o "positive buying", indica un'azione di consumo critico finalizzata a promuovere l'acquisto di determinati prodotti o di marchi, allo scopo di favorire una causa politica, sociale o ambientale.
Il termine si oppone al quasi omografo boycott (it. "boicottaggio") che nell'ambito del consumo critico indica il rifiuto dell'acquisto di specifici marchi o di prodotti, come azione di protesta nei confronti di iniziative o di azioni non condivise dai promotori del boicottaggio.

## Origine del termine
Il termine buycott è stato impiegato il 17 maggio 2005 dal critico Jeff Cohen nell'appello "Join the BUYcott", finalizzato a promuovere negli Stati Uniti l'acquisto della benzina della rete di distribuzione venezuelana Citgo, in quanto il presidente del Venezuela Hugo Chávez è l'unico capo di Stato democraticamente eletto tra i maggiori Paesi produttori di petrolio. Nell'appello, Jeff Cohen sottolinea comunque che l'iniziativa non intende porsi in alternativa alla scelta di prediligere mezzi di trasporto pubblici o non inquinanti o alla promozione dello sviluppo delle energie rinnovabili.

## Esempi
In Italia, esempi di buycott sono le campagne a favore del commercio equo e solidale, dei mercatini di Mani Tese, etc.